# Sant'Andréa-d'Orcino
Sant'Andréa-d'Orcino (en cors Sant' Andrea d'Urcinu) és un municipi francès, situat a la regió de Còrsega, al departament de Còrsega del Sud. L'any 2008 tenia 114 habitants.

## Demografia
| 1962 | 1968 | 1975 | 1982 | 1990 | 1999 |
| ---- | ---- | ---- | ---- | ---- | ---- |
| 78   | 103  | 86   | 76   | 69   | 71   |

## Administració
| Període   | Identitat    | Partit | Qualitat |
| --------- | ------------ | ------ | -------- |
| 2001-2008 | Fernand Leca |        |          |